# Industrieverband Fahrzeugbau

IFA-Logo

Industrieverband Fahrzeugbau (IFA) war ein Zusammenschluss von Unternehmen des Fahrzeugbaus in der DDR. Die im Verband zusammengeschlossenen Kombinate unterstanden dem Ministerium für Allgemeinen Maschinen-, Landmaschinen- und Fahrzeugbau.

## Geschichte

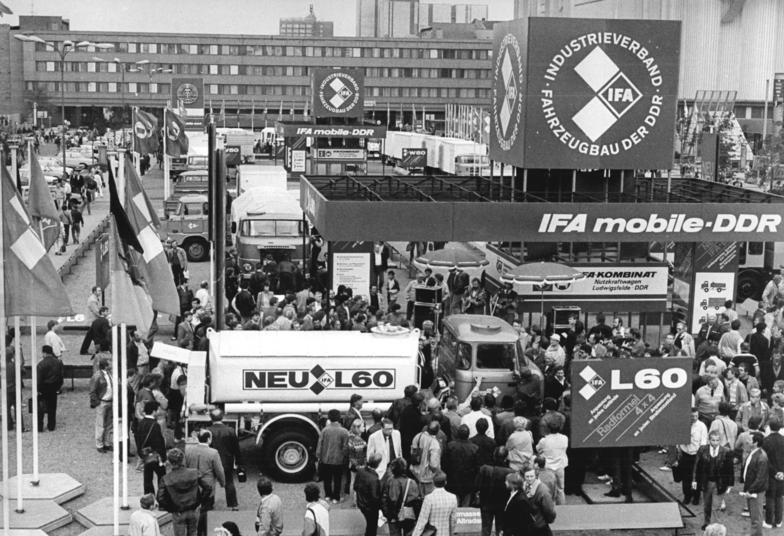
IFA auf der Leipziger Messe 1986

Auf Befehl der Sowjetischen Militäradministration in Deutschland (SMAD) wurden die enteigneten Betriebe in insgesamt 65 Industrie-Verwaltungen zusammengefasst. Dies sollte den Einfluss der SMAD und später der Landesregierungen auf die Betriebe, von der Entwicklung über die Materialsicherung und Produktion bis zum Absatz sichern.
Aus 18 westsächsischen Betrieben, die Straßenfahrzeuge herstellten, entstand am 1. Juli 1946 die „Industrieverwaltung 19 Fahrzeugbau“ mit Sitz in Chemnitz. Die gleichen IV 17 (Dresden für Ostsachsen) und IV 18 (Leipzig für das übrige Sachsen) wurden schon 1947 wieder aufgelöst und deren Betriebe der IV 19 zugeordnet. Nach Konstituierung der Deutschen Wirtschaftskommission wurde am 1. Juli 1948 diese IV 19 als IFA Vereinigung Volkseigener Fahrzeugwerke auf das gesamte SBZ-Territorium ausgedehnt.
Ende der 1940er Jahre erfolgte in Forcierung der staatlichen und wirtschaftlichen Zentralisierung die Gründung von „Vereinigungen Volkseigener Betriebe (VVB)“. Die IFA Vereinigung Volkseigener Fahrzeugbau wurde im März 1953 und die VVB Kraftfahrzeugteile 1953 aufgelöst bzw. durch die staatliche Hauptverwaltung ersetzt. 1958 wurde in Karl-Marx-Stadt (Chemnitz) eine neue VVB Automobilbau geschaffen.
Zum 1. Januar 1978 wurde die VVB im Rahmen weiterer Zentralisierungsbestrebungen der Staats- und Parteiführung der DDR in eine Kombinatsstruktur übergeführt. Obwohl sich der Fahrzeugbau entsprechend der Produktionspalette (Lkw, Pkw, Busse, Motor- und Fahrräder, Motoren, Traktoren, Anhänger, Zubehör und weiteres) in mehrere Kombinate gliederte, wurde das Kürzel IFA allen Kombinatsnamen vorangestellt. Damit sollte die Wirtschaft im Regierungsauftrag vor allem international ein einheitliches Erscheinungsbild mit hohem Wiedererkennungswert abgeben. Geleitet wurde das Kombinat von einem Stammbetrieb aus, der meist der größte VEB im Kombinat war.

## Liste der Kombinate

### VEB IFA-Kombinat Nutzkraftwagen Ludwigsfelde

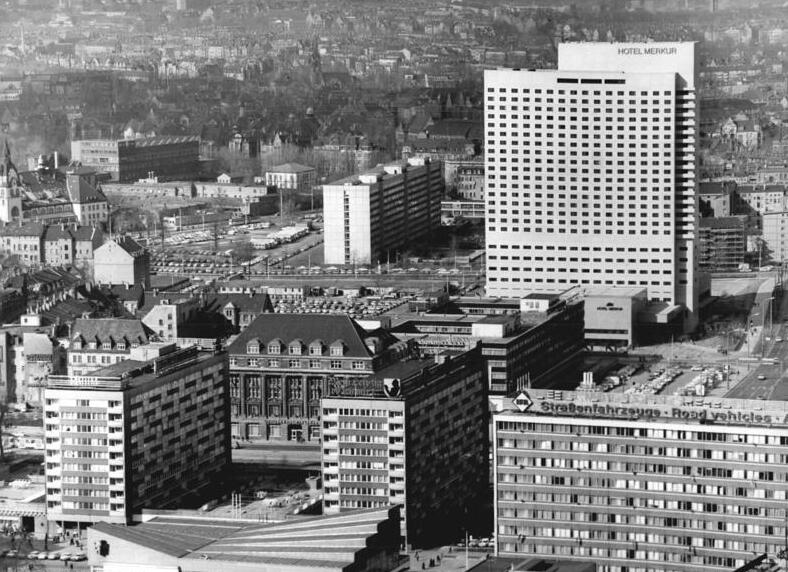
IFA-Werbung in Leipzig (vorn rechts, 1981)

Stammbetrieb war der VEB IFA-Automobilwerke Ludwigsfelde. Neben diversen Zulieferbetrieben waren der VEB Robur-Werke Zittau und der VEB Fahrzeugwerk Waltershausen (Multicar) Teil des Kombinats.

### VEB IFA-Kombinat Pkw Karl-Marx-Stadt
Stammbetrieb war der VEB Barkas-Werke Karl-Marx-Stadt mit einem Motorenwerk in Karl-Marx-Stadt (heute Chemnitz) und einer Transporterfertigung in Frankenberg-Hainichen. Neben diversen Zulieferbetrieben waren der VEB Sachsenring Automobilwerke Zwickau (Trabant) und der VEB Automobilwerk Eisenach (Wartburg) Teil des Kombinats.

### VEB IFA-Kombinat für Zweiradfahrzeuge
Stammbetrieb war der VEB Fahrzeug- und Jagdwaffenwerk „Ernst Thälmann“ Suhl, der diverse Arten und Baureihen von Kleinkrafträdern fertigte (Simson). Fahrräder wurden durch den VEB Mifa-Werk Sangerhausen und Motorräder durch den VEB Motorradwerk Zschopau (MZ) gebaut.

### Weitere Kombinate
- VEB IFA-Kombinat Spezialaufbauten und Anhänger (1983 dem Kombinat Nutzkraftwagen angegliedert[2])
  - VEB Kraftfahrzeugwerk „Ernst Grube“ Werdau: Bis 1965 Lkw-Produzent von H6, H3, G5 und S4000, danach wurden in Werdau Spezialaufbauten und der Anhänger HW 80 produziert.
  - VEB Spezifa Berlin ab 1984 zum Kombinat
  - VEB Feuerlöschgerätewerk Luckenwalde – FGL wurde 1984 in den VEB Spezifa integriert
  - VEB Feuerlöschgerätewerk Görlitz – FLG
- VEB IFA-Kombinat für Kfz-Teile
- VEB IFA-Vertrieb (für die Verteilung der, auch importierten, Fahrzeuge an die Bevölkerung)

## Fahrzeug-Galerie

Zweiräder
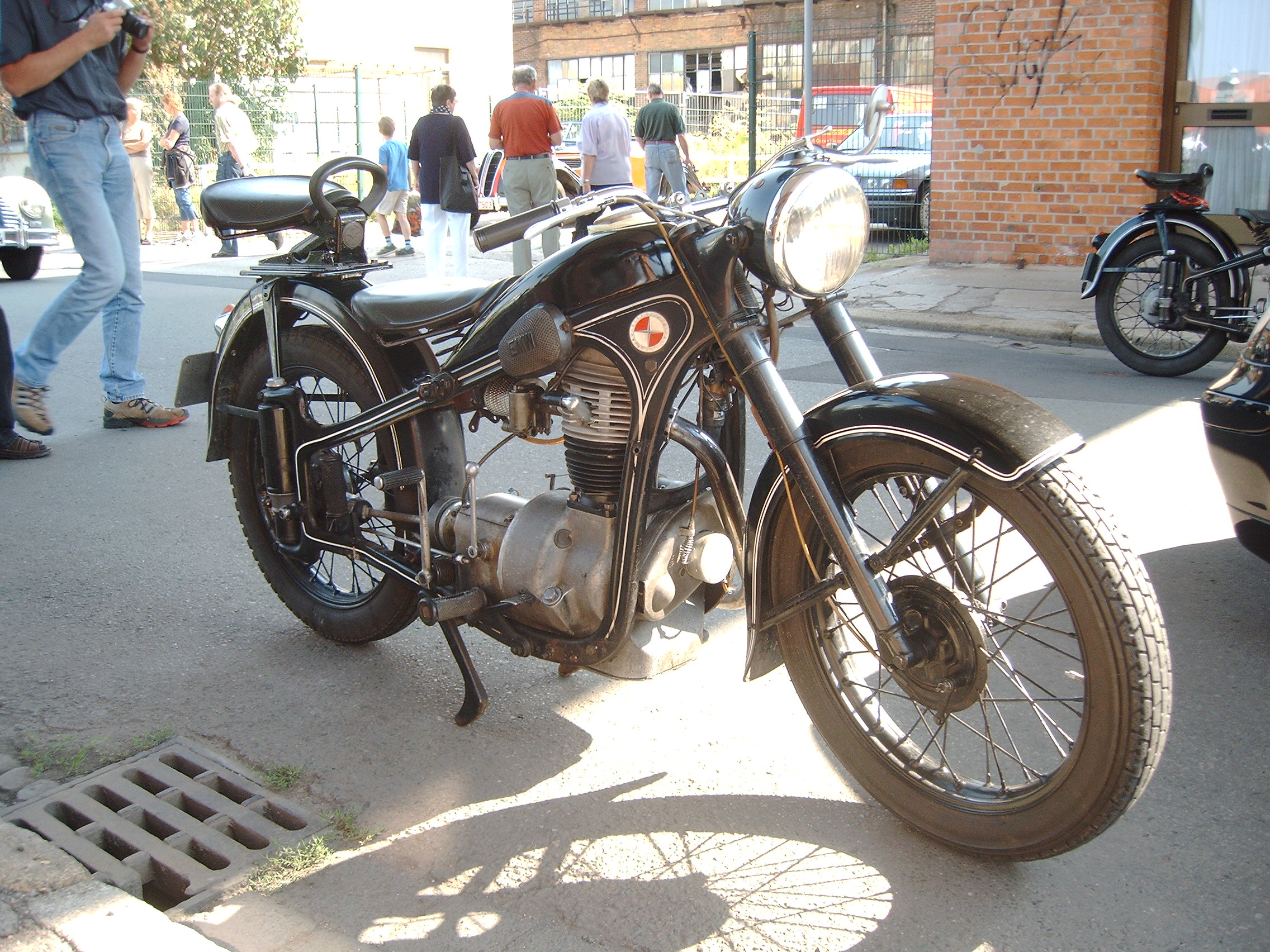
EMW R 35
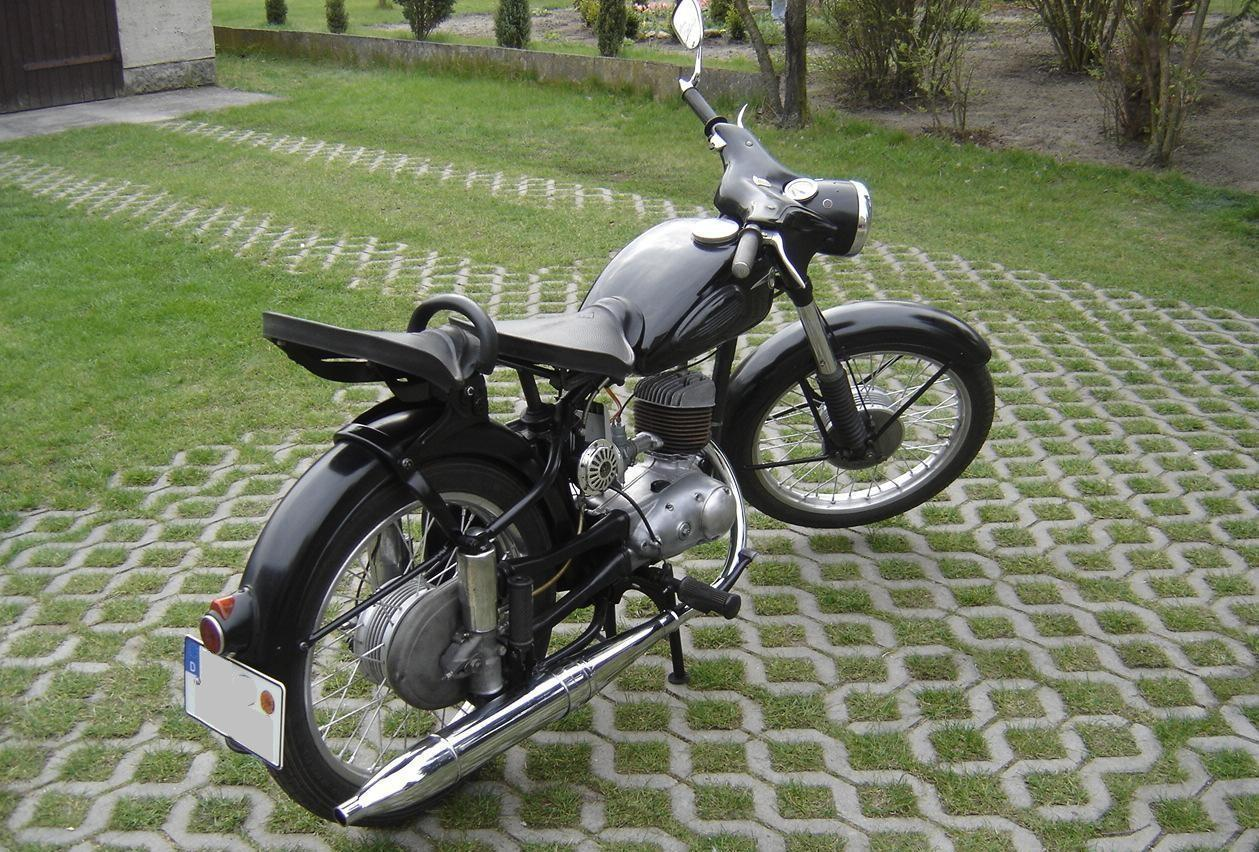
MZ RT 125/3, Bauzeit 1959–1962
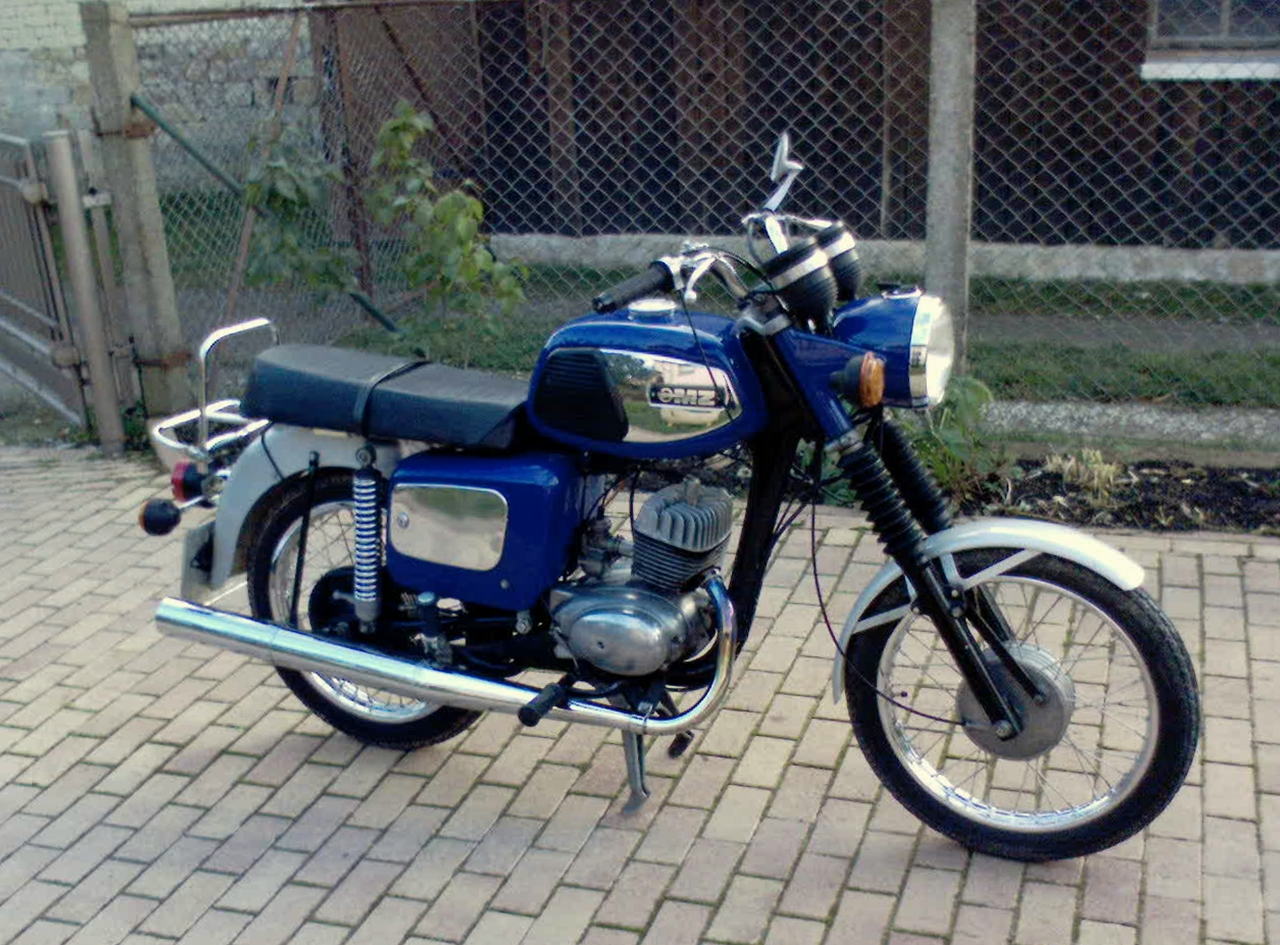
MZ TS 150 „Luxus“, 1973–1985
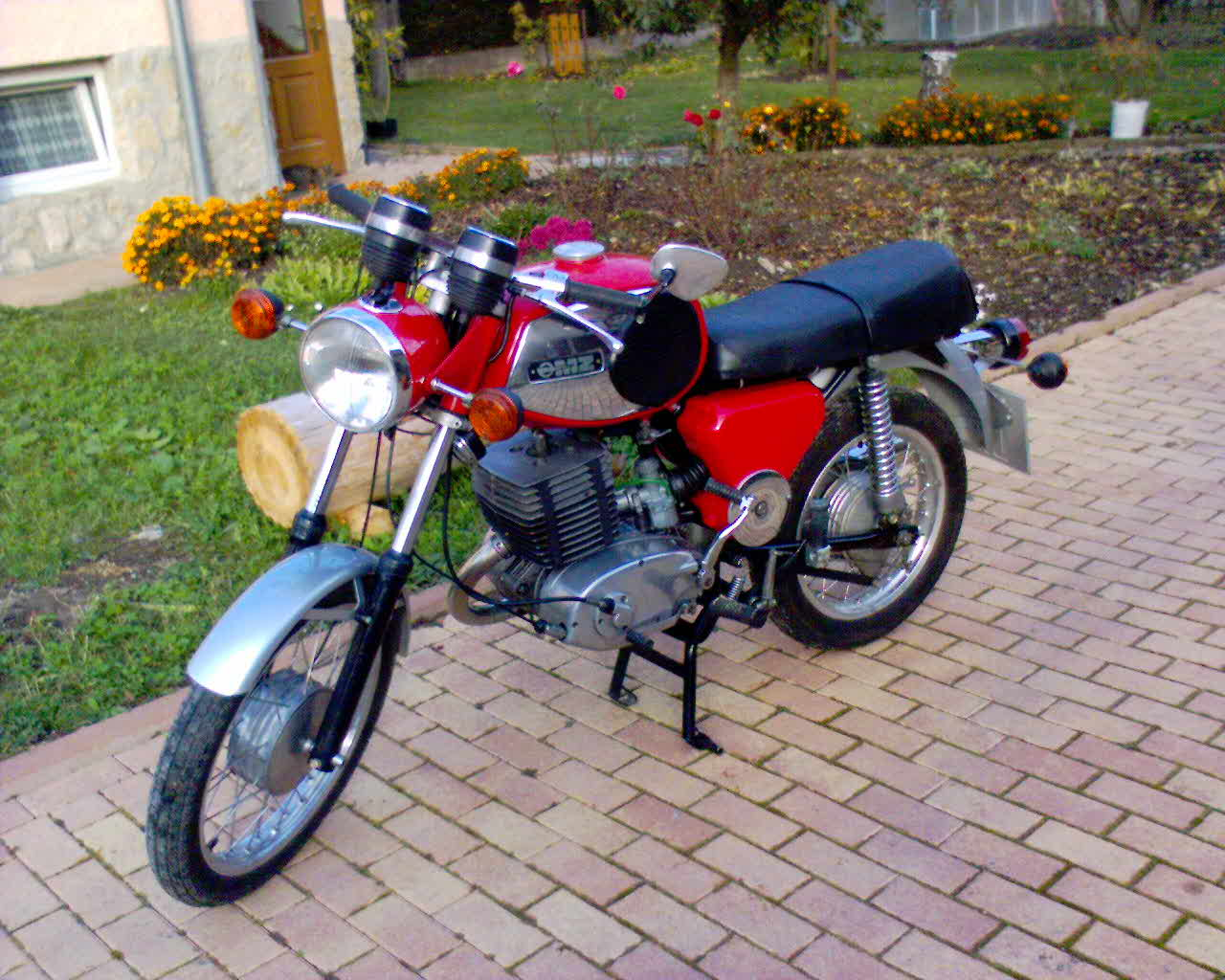
MZ TS 250/1 „Luxus“, 1976–1981
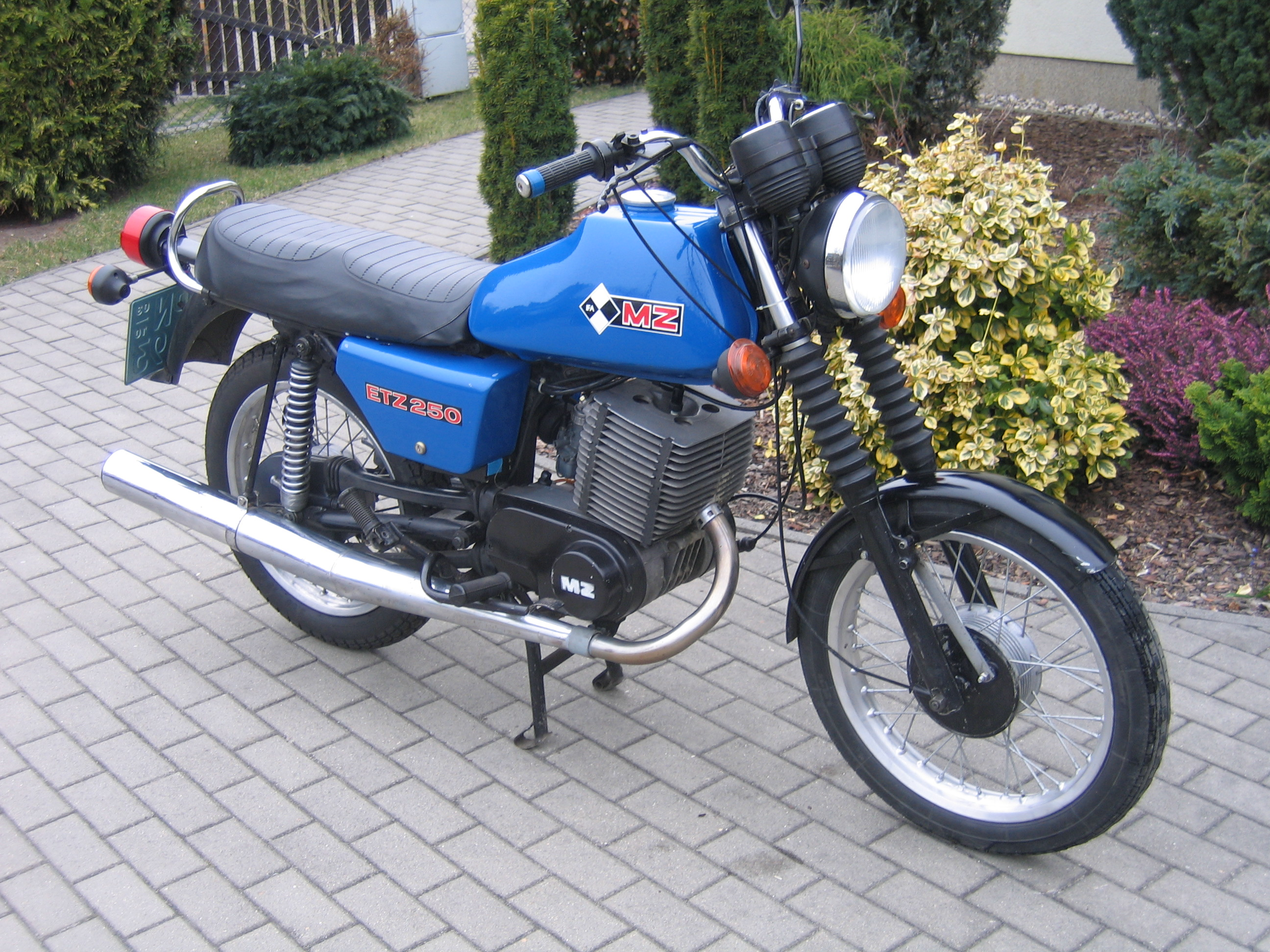
MZ ETZ 250
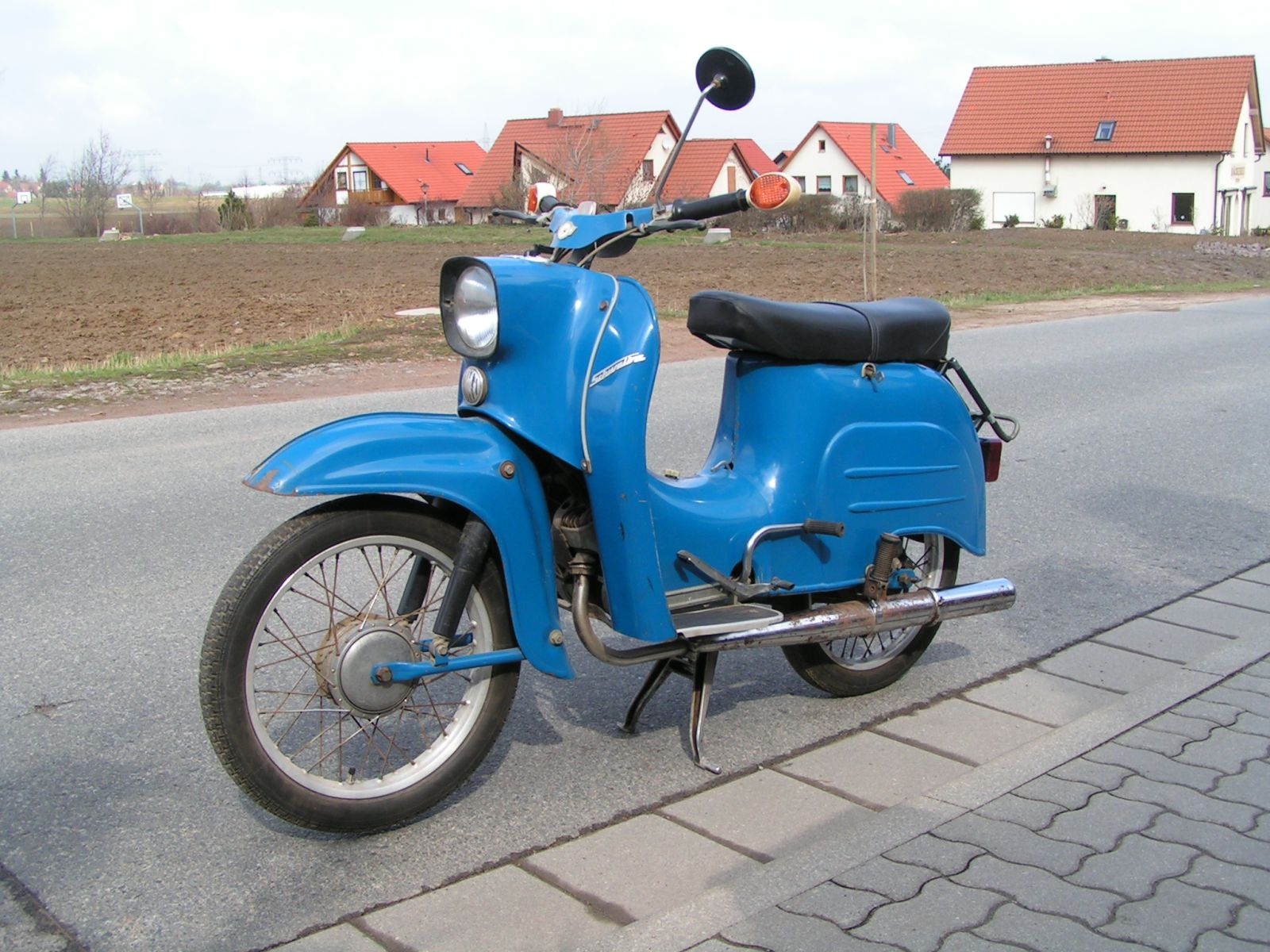
Simson Schwalbe KR 51/1 „Komfort“
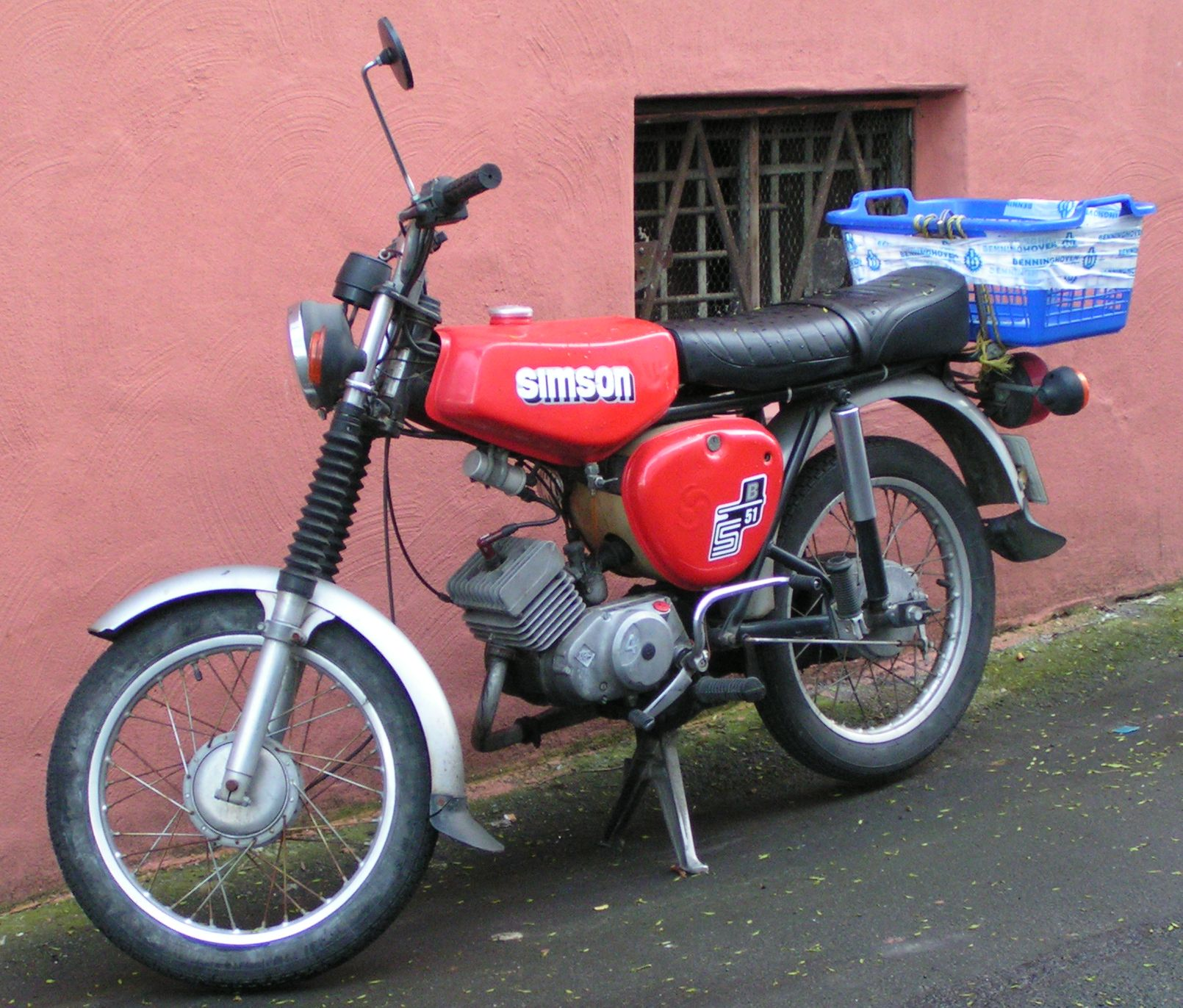
Simson S 51
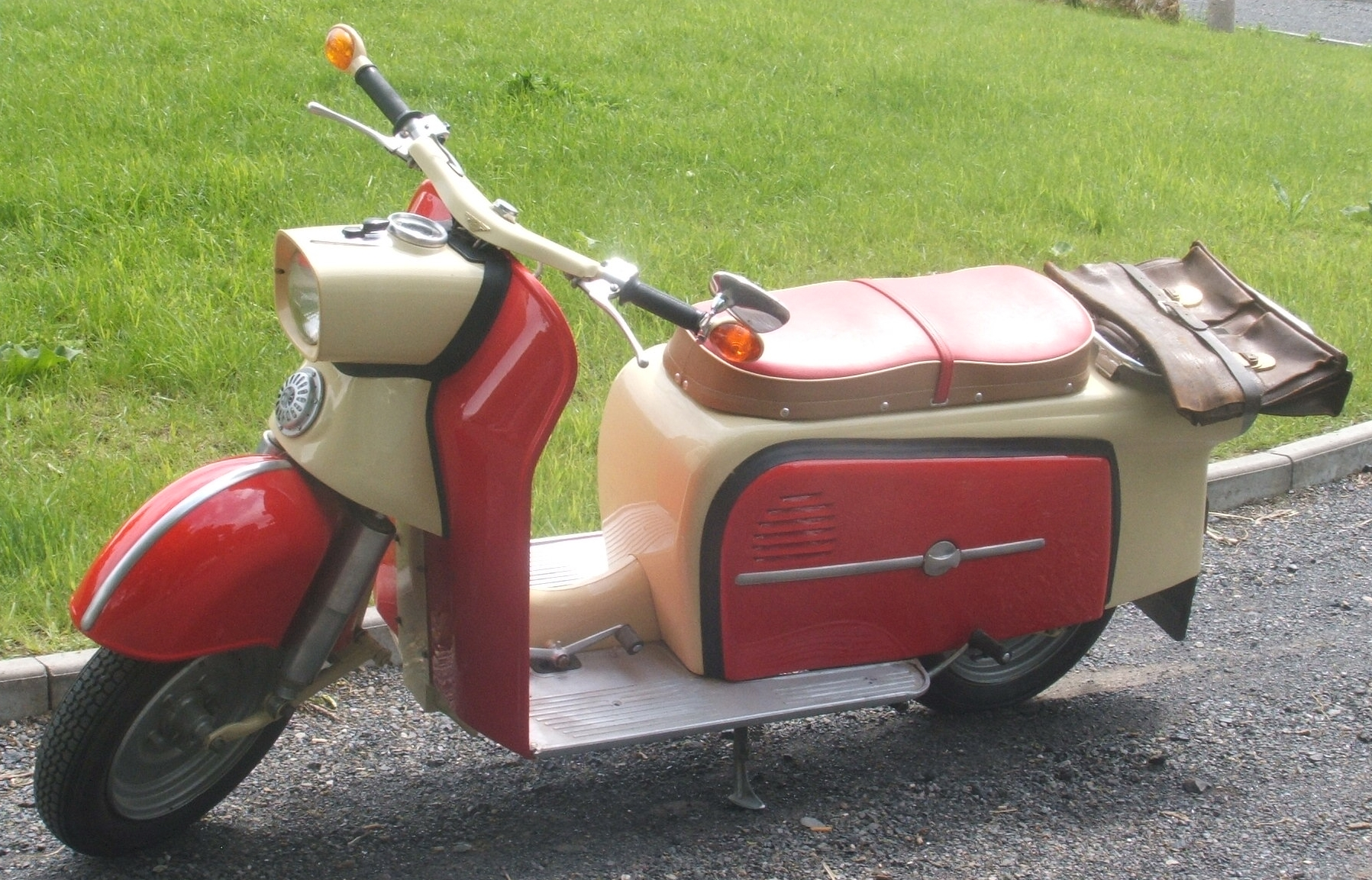
IWL Troll, 1962–1964

Pkw
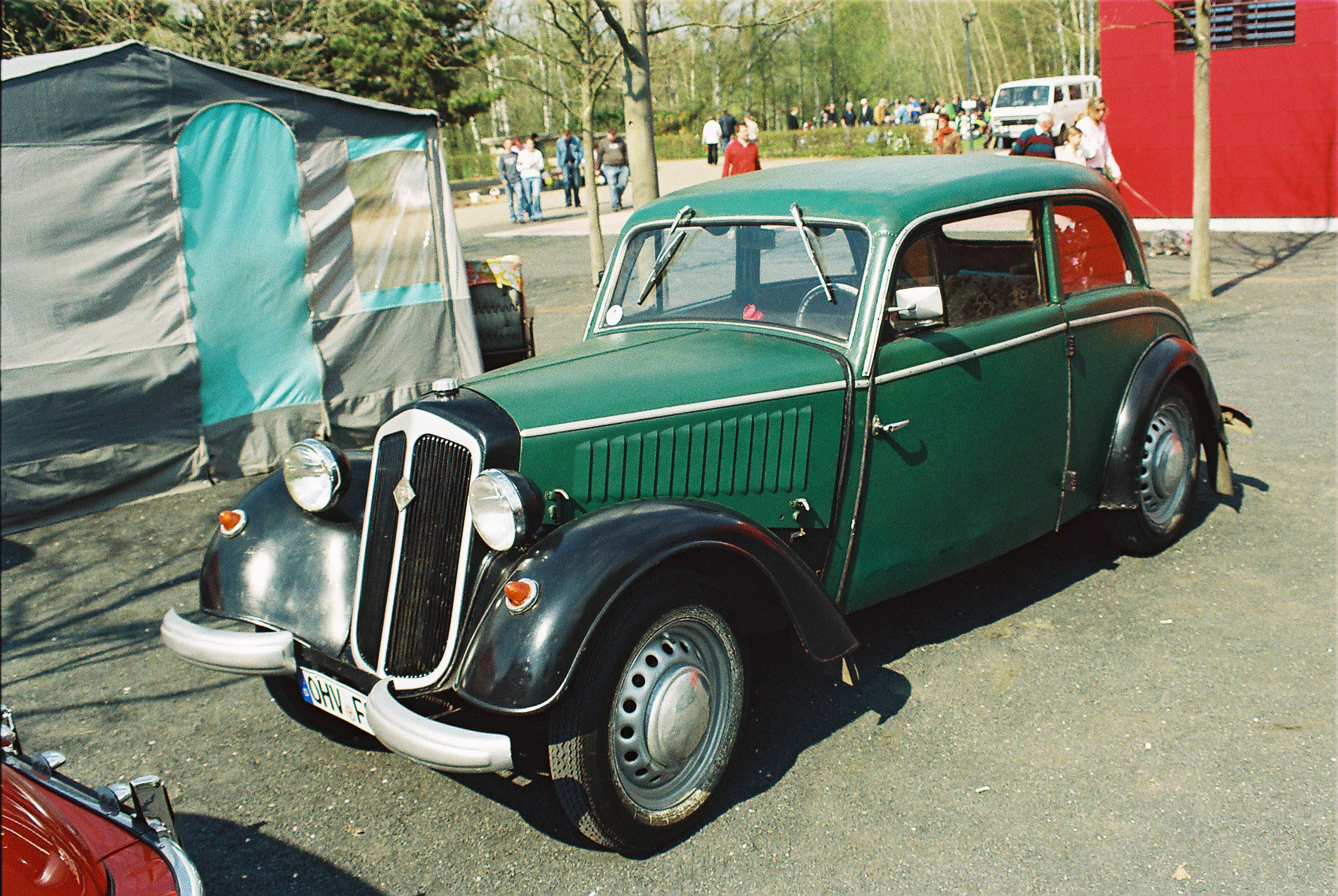
IFA F 8
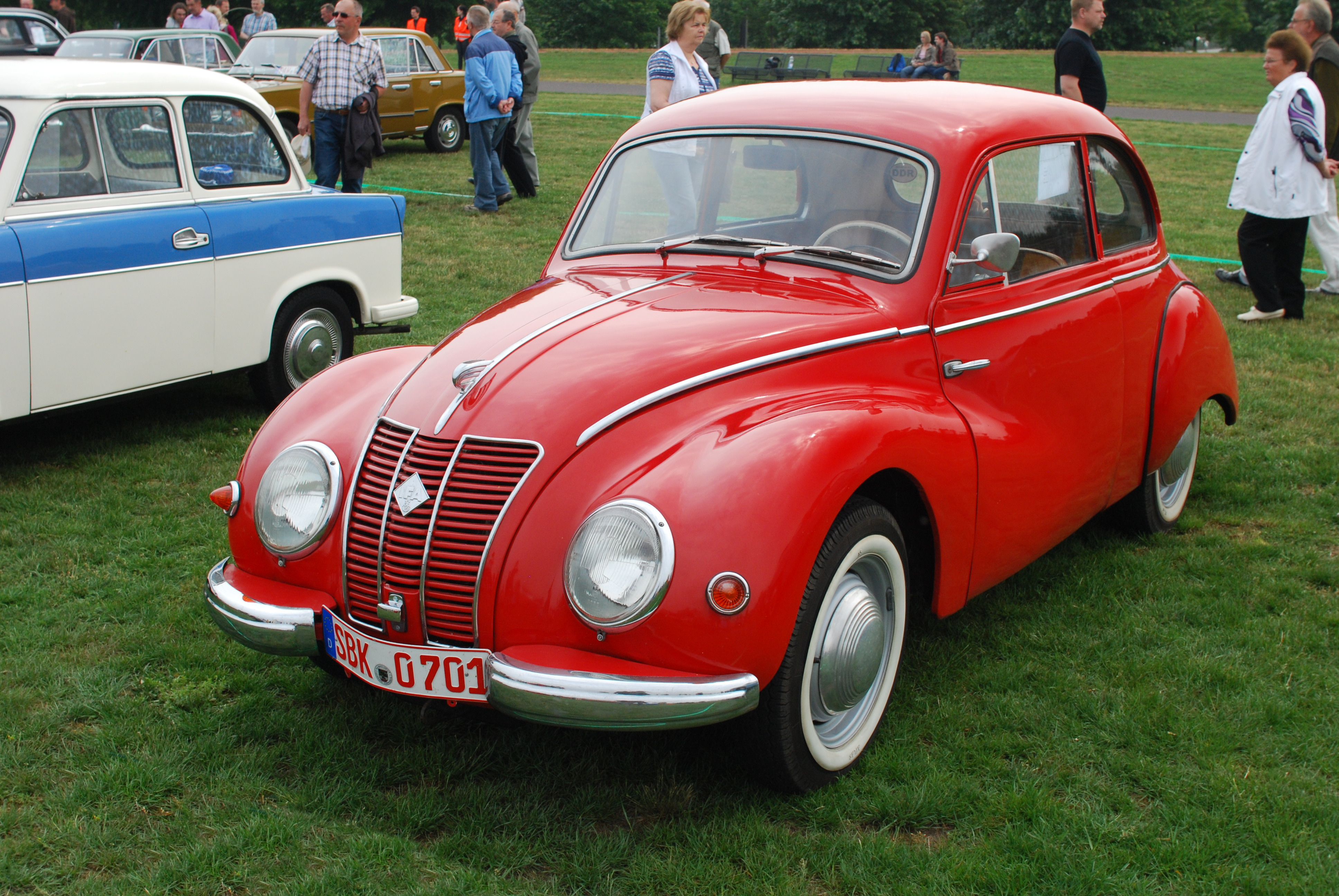
IFA F 9
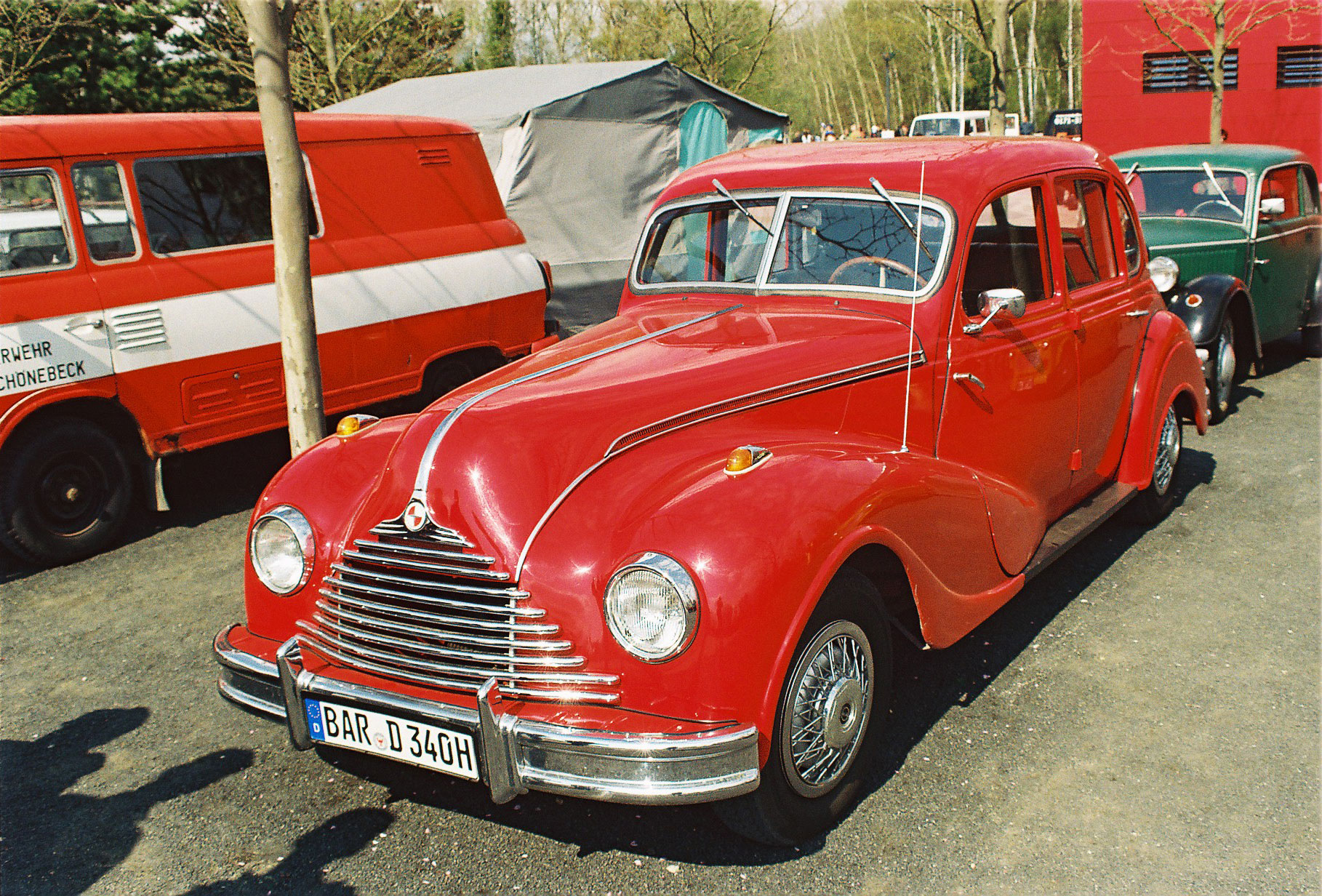
EMW 340 Limousine
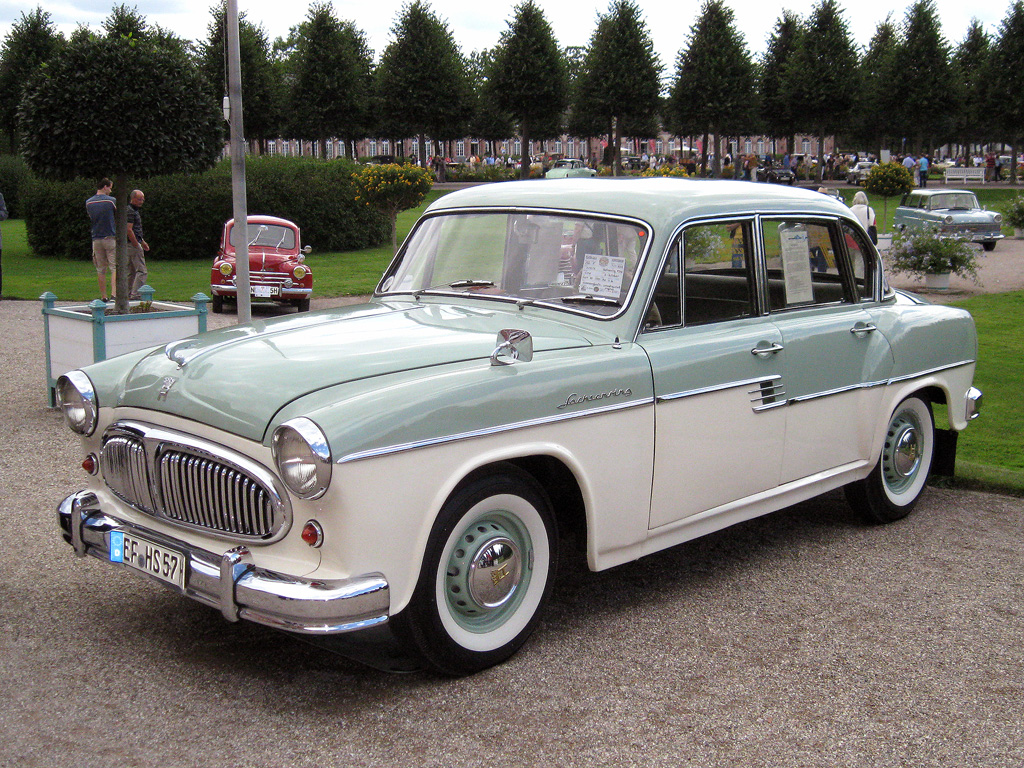
P 240 „Sachsenring“
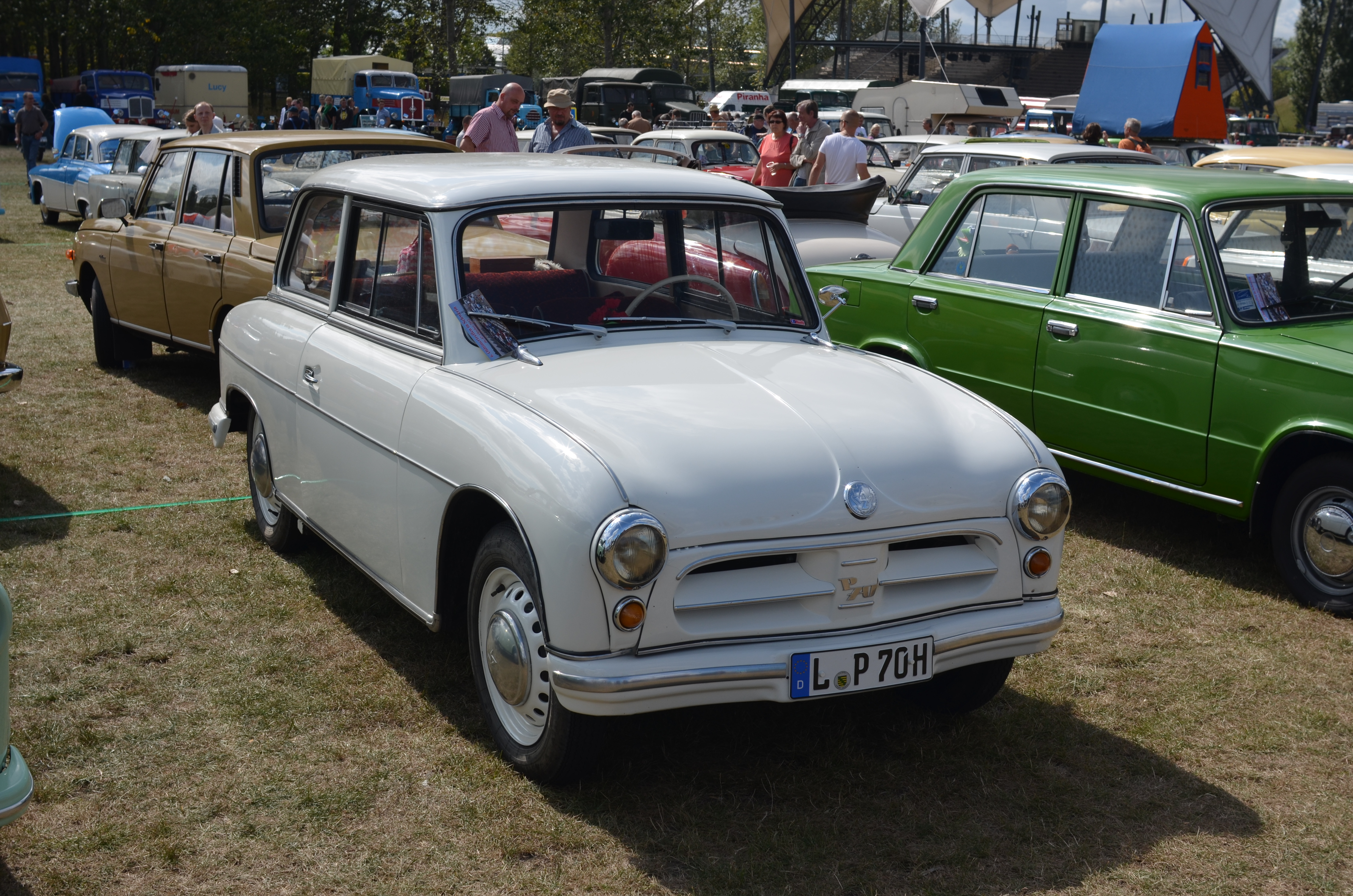
AWZ P 70
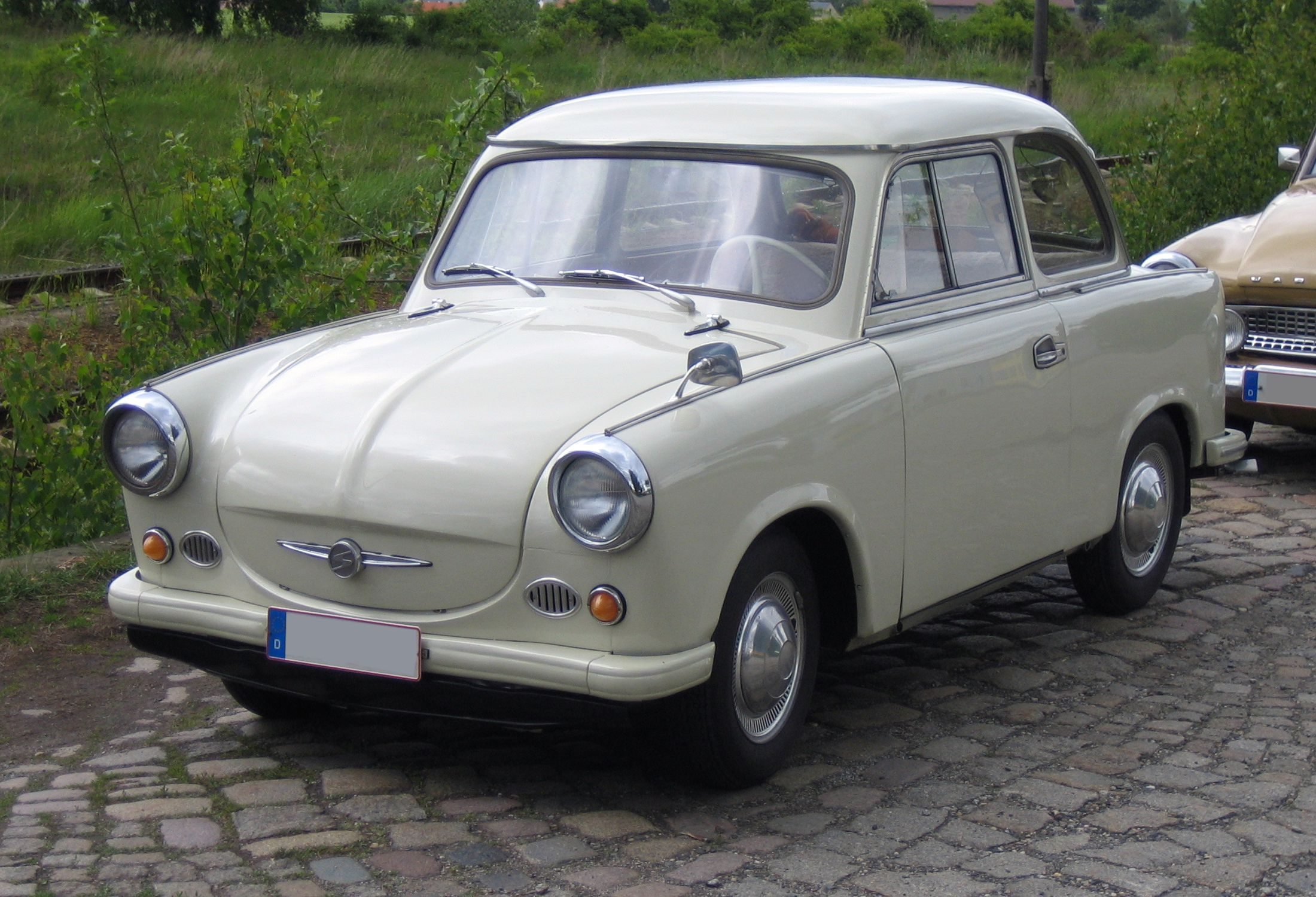
Trabant P 50
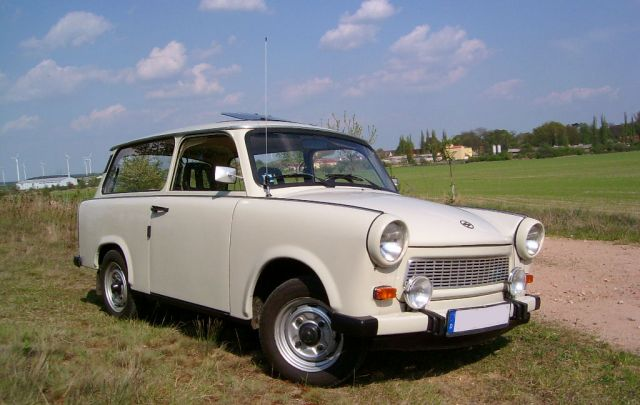
Trabant 601 S Universal
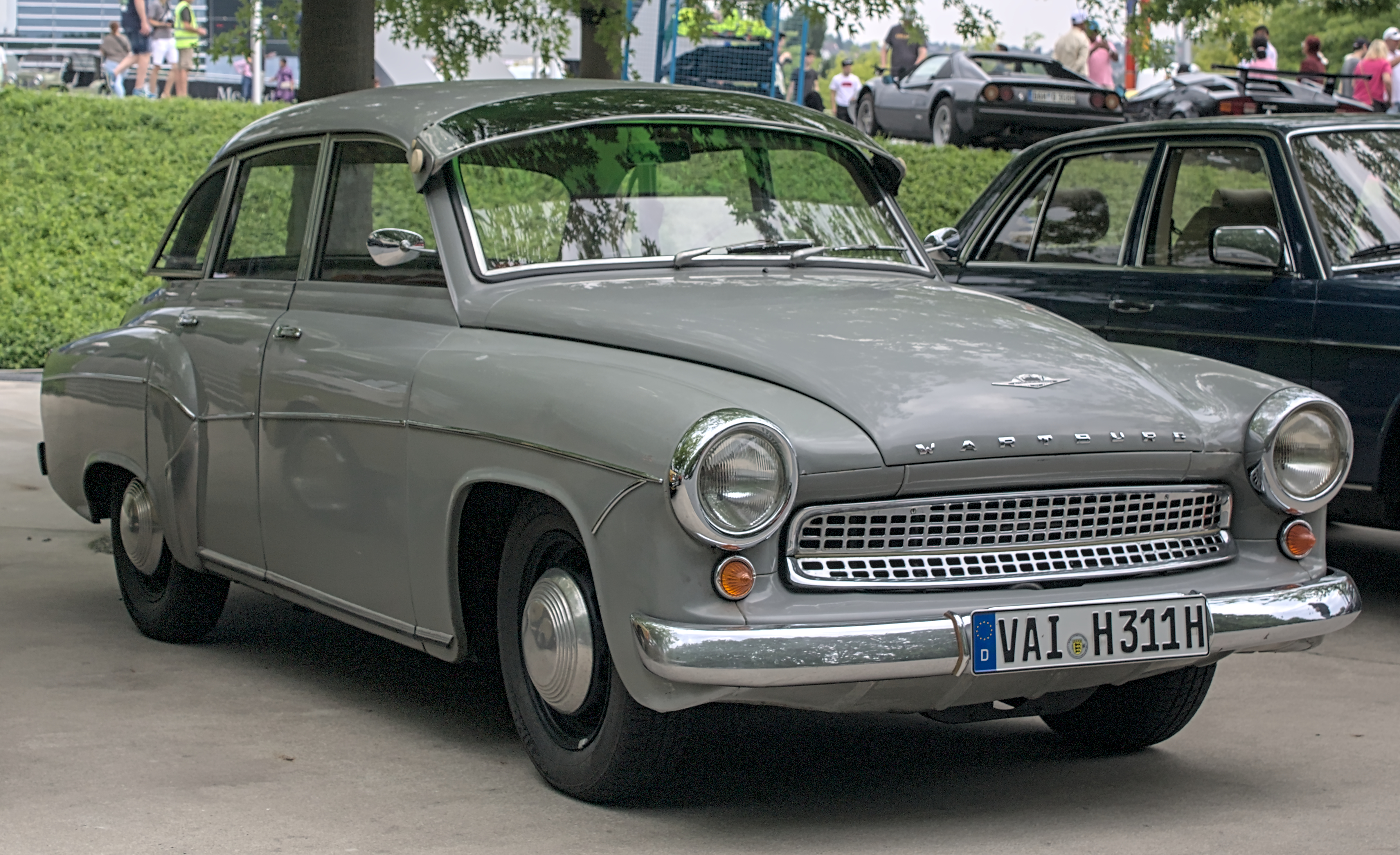
Wartburg 311
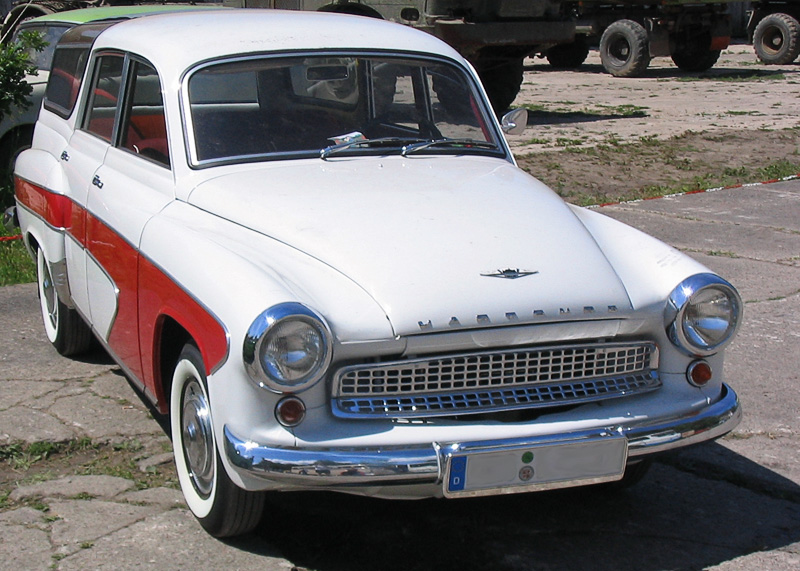
Wartburg 312 Camping
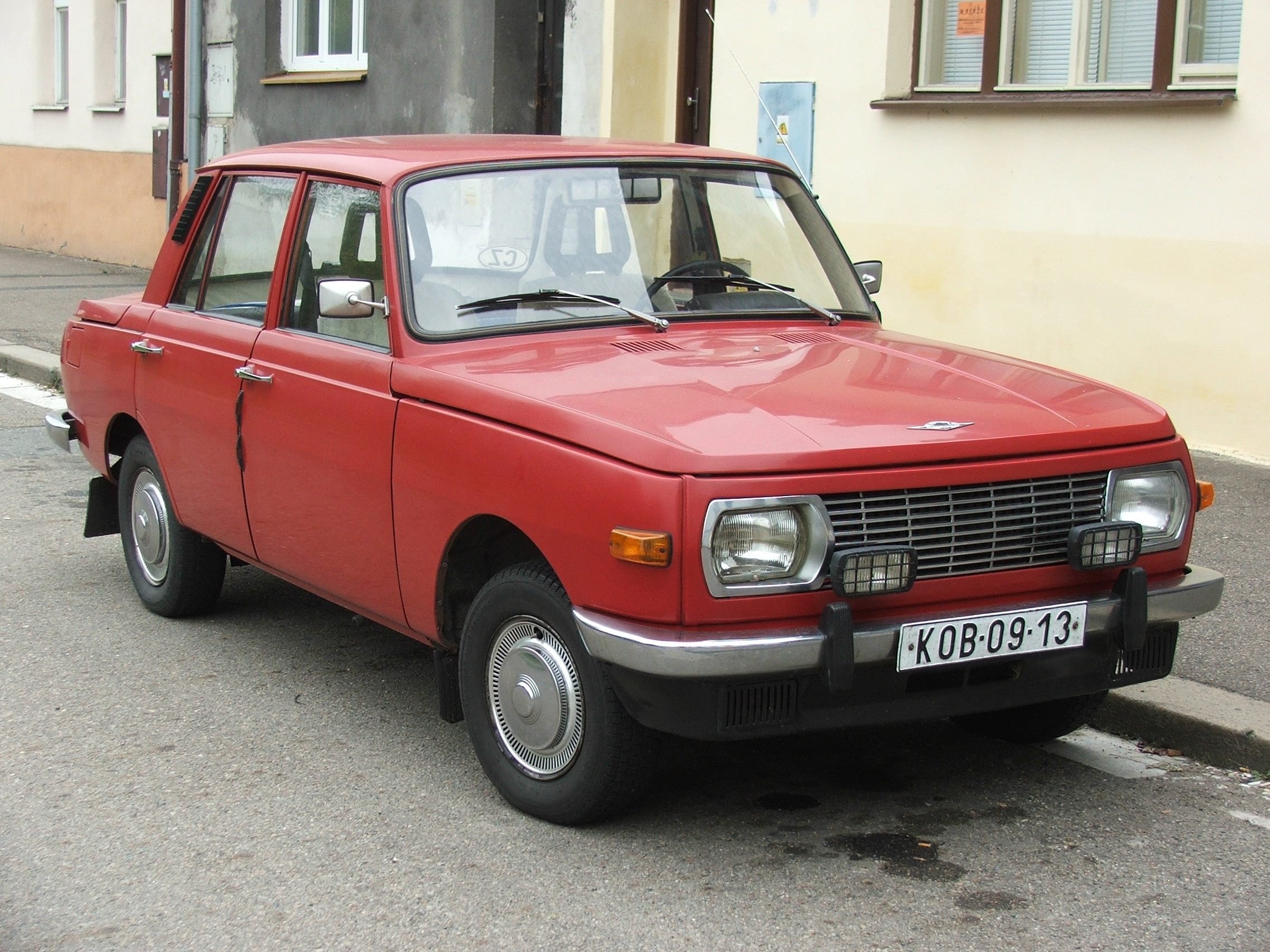
Wartburg 353

Transporter und Lkw
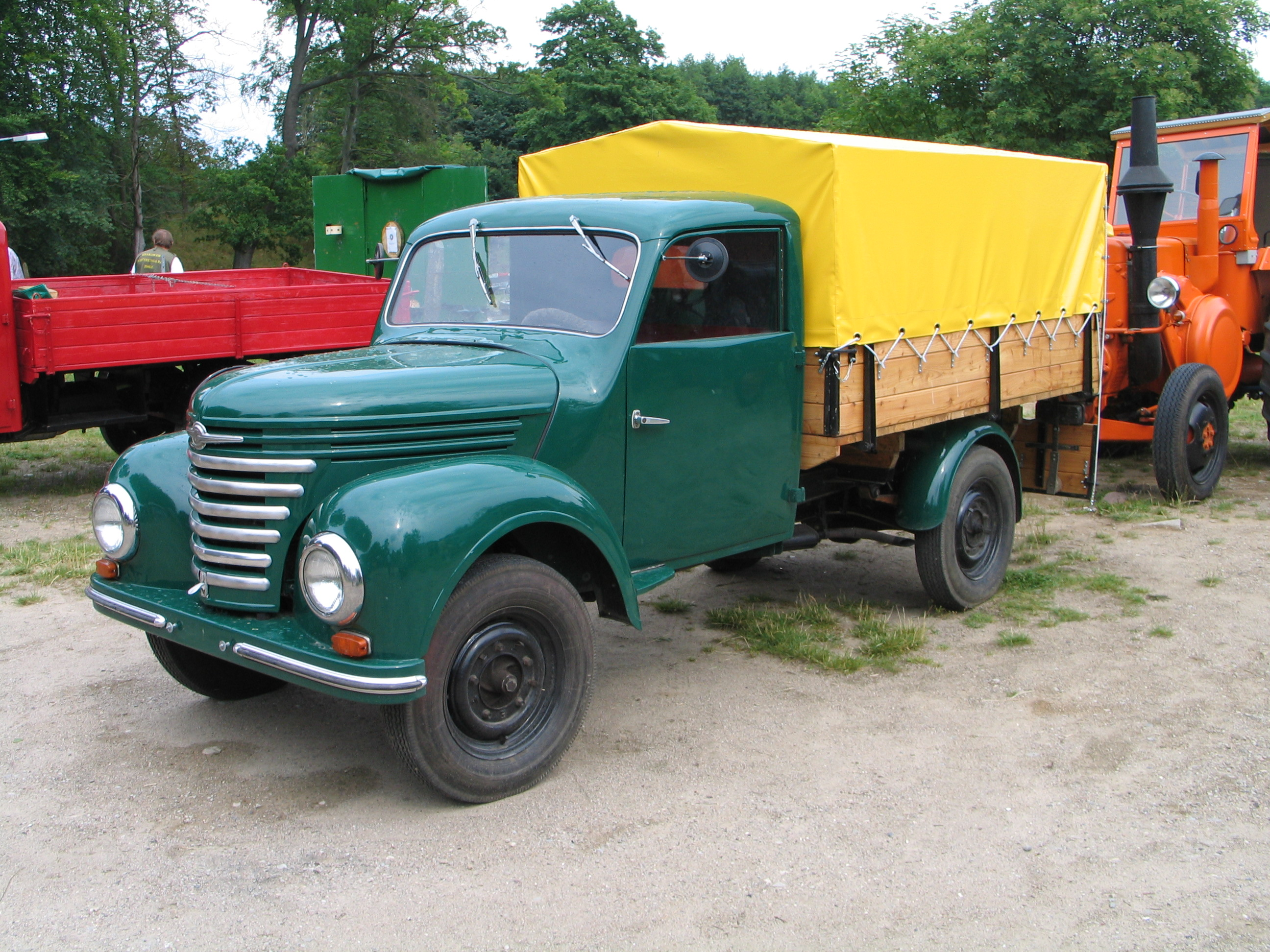
Framo
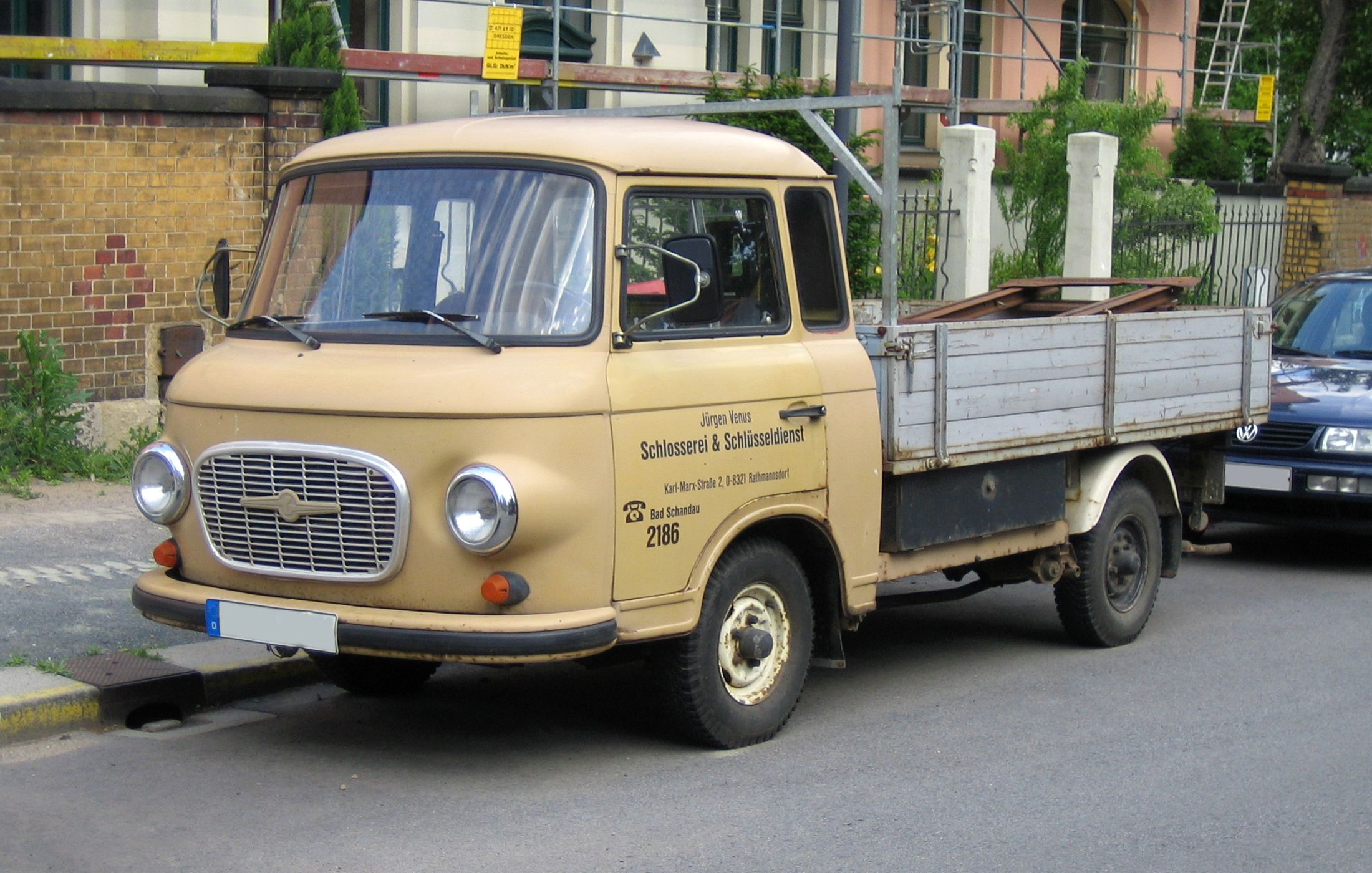
Barkas B 1000 als Pritschenwagen
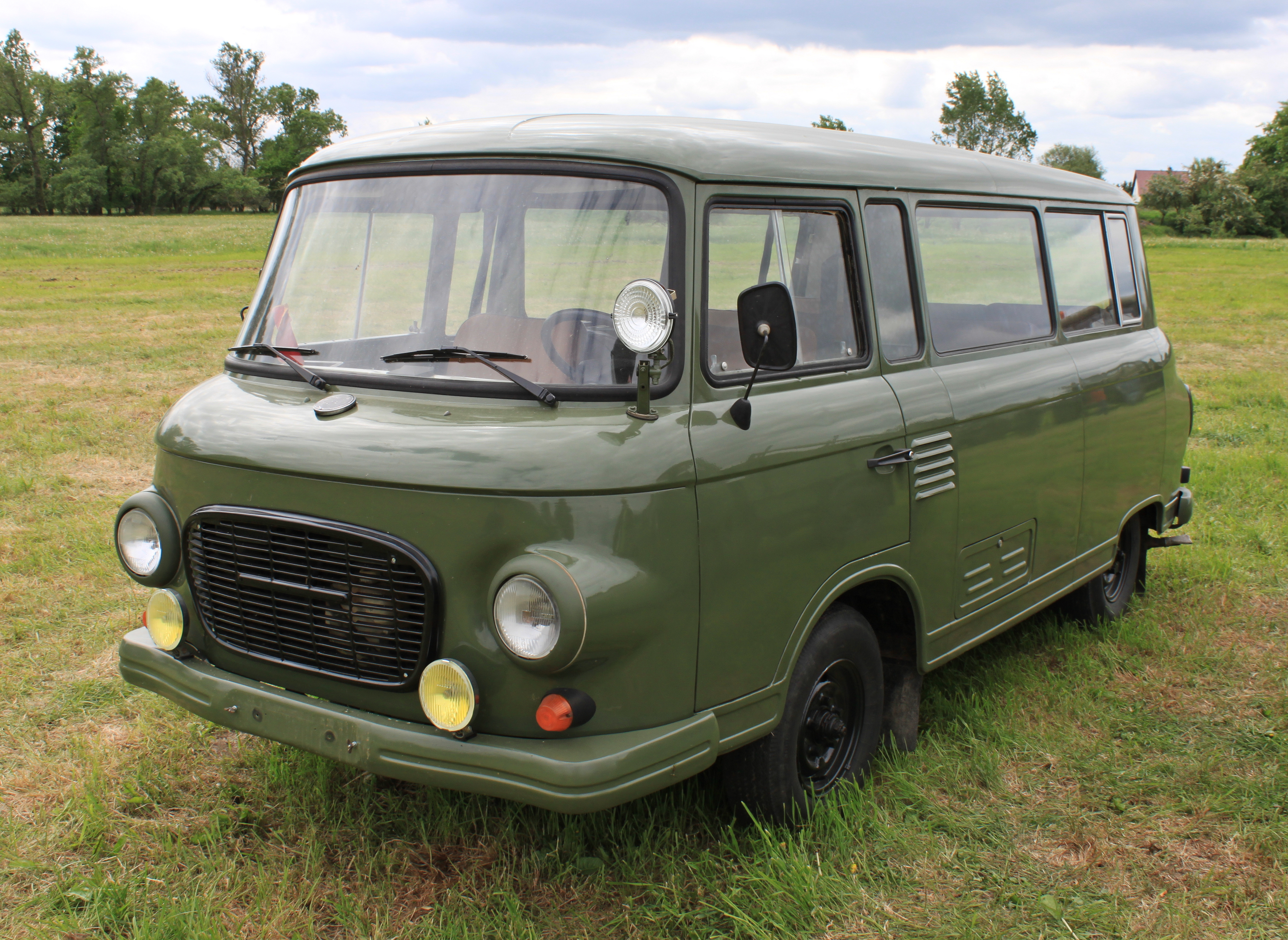
Barkas B 1000 als Kleinbus
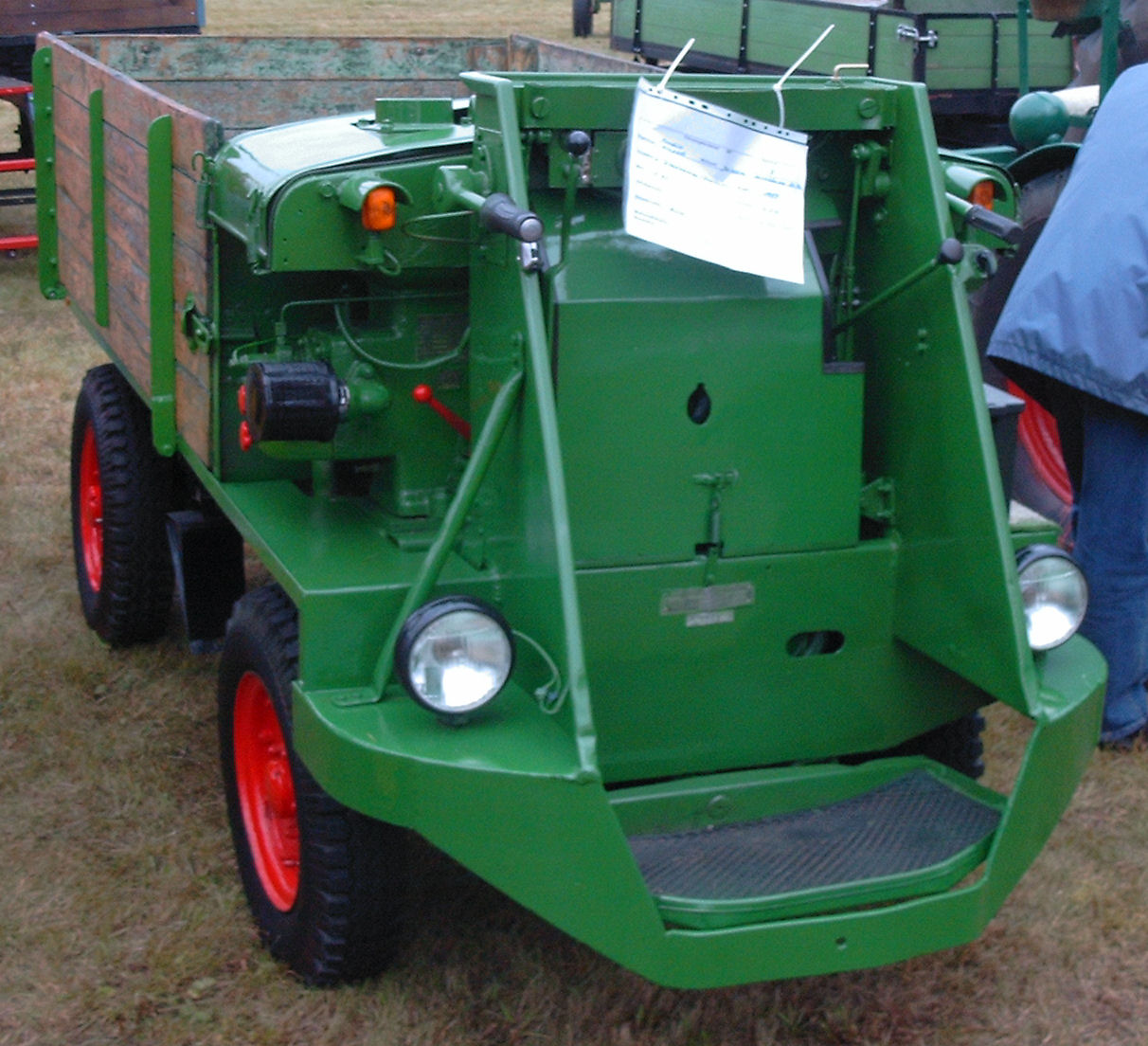
Dieselkarre DK 3
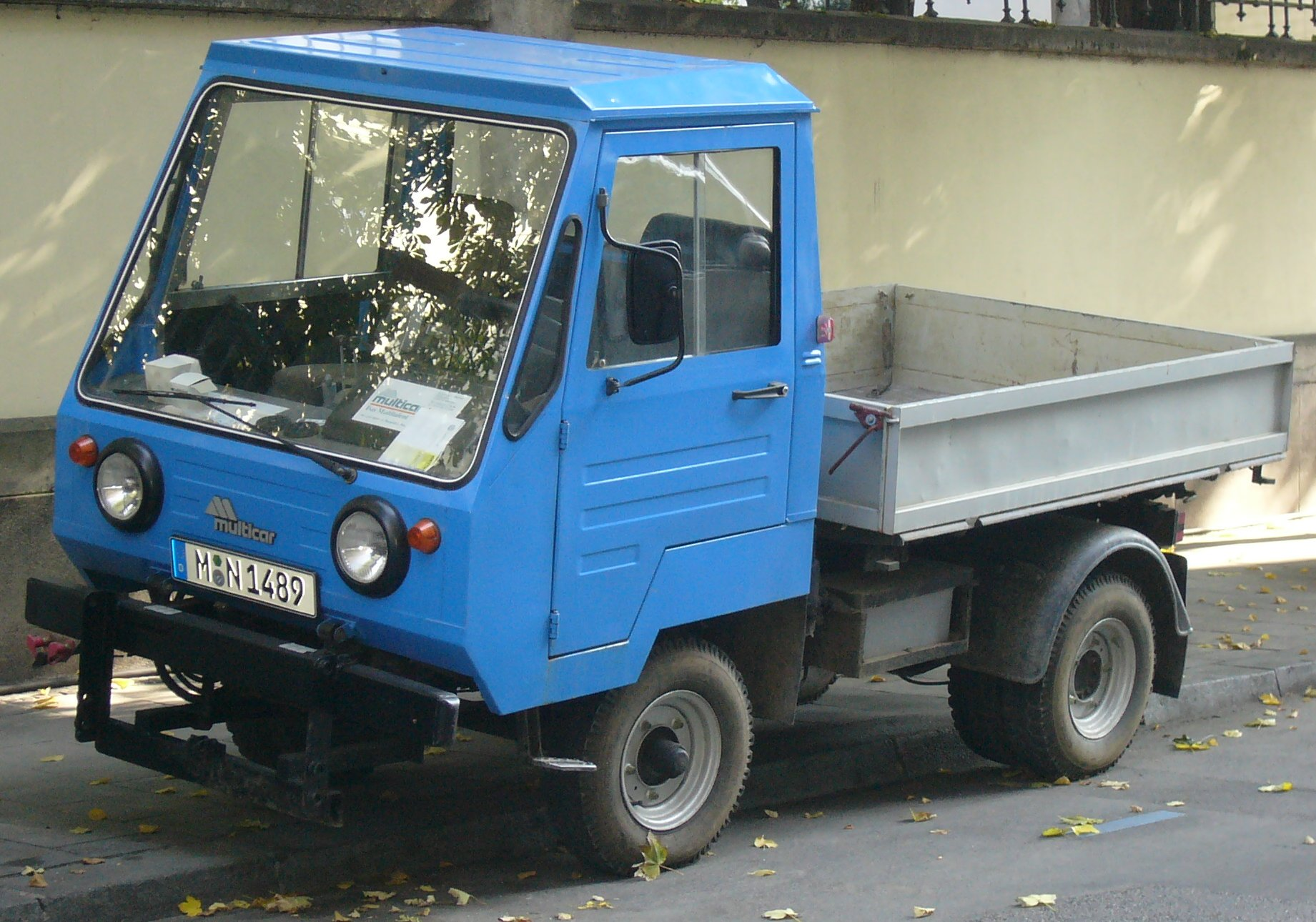
Multicar 25
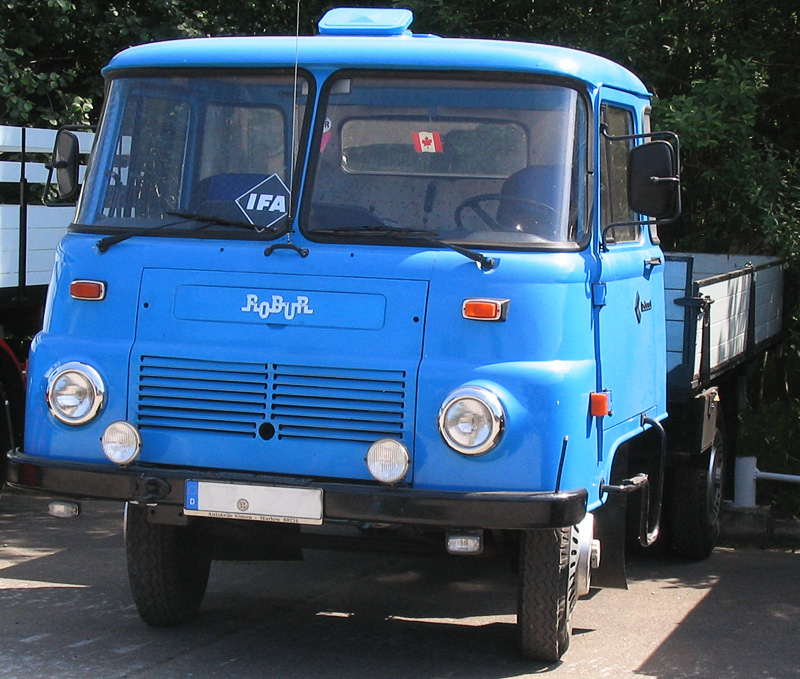
Robur LD 3000
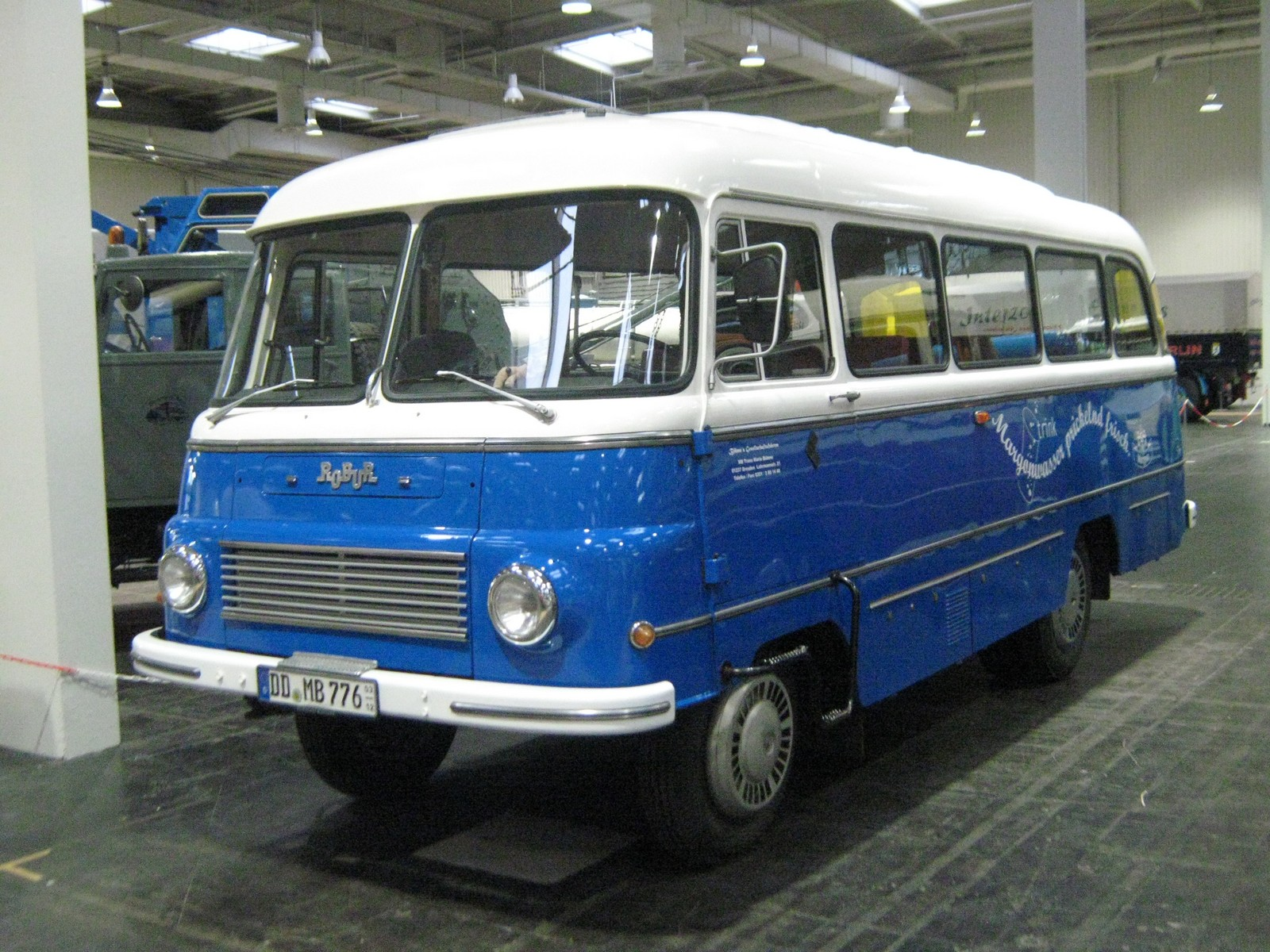
Robur-Bus
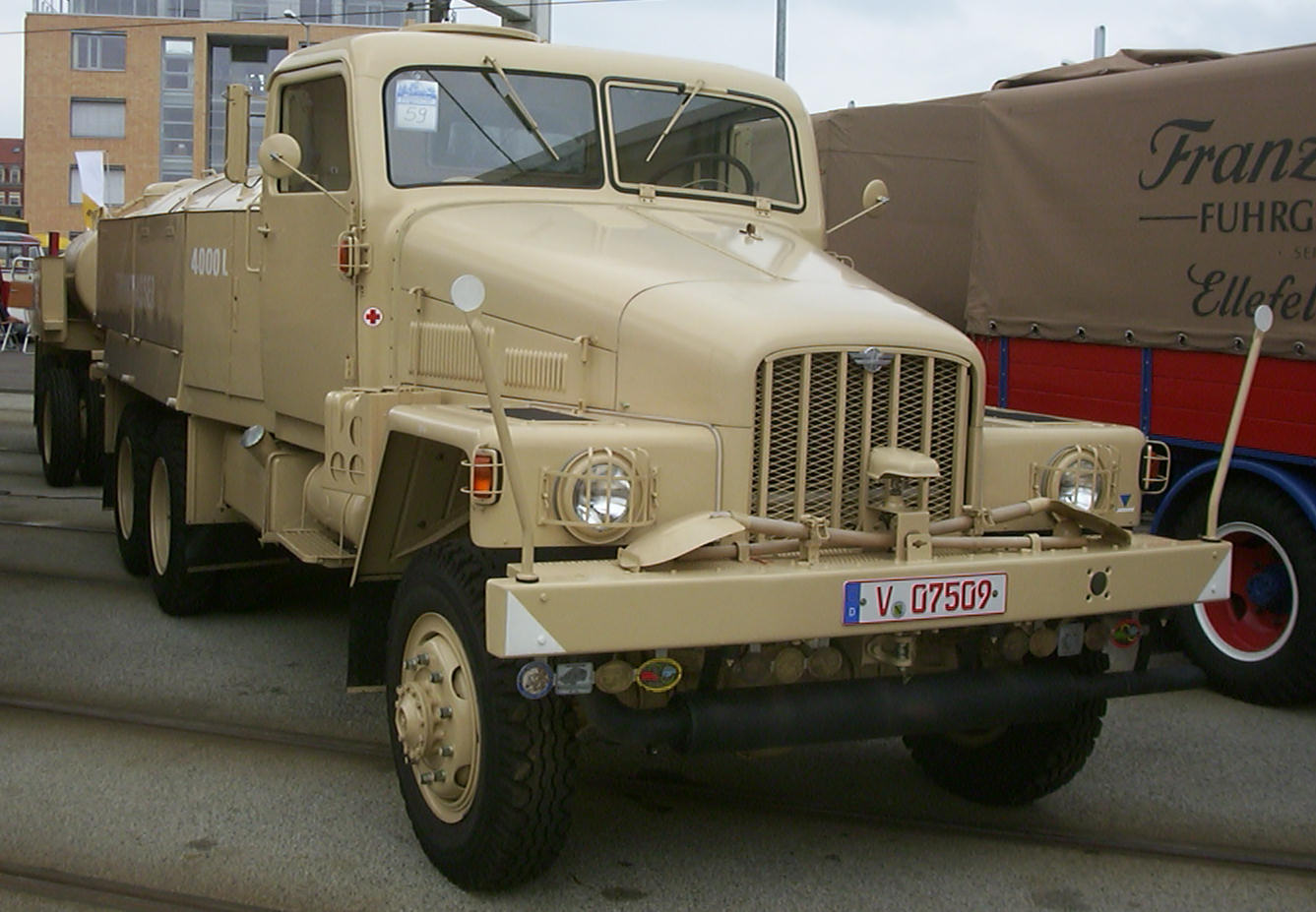
G5 als Tankwagen
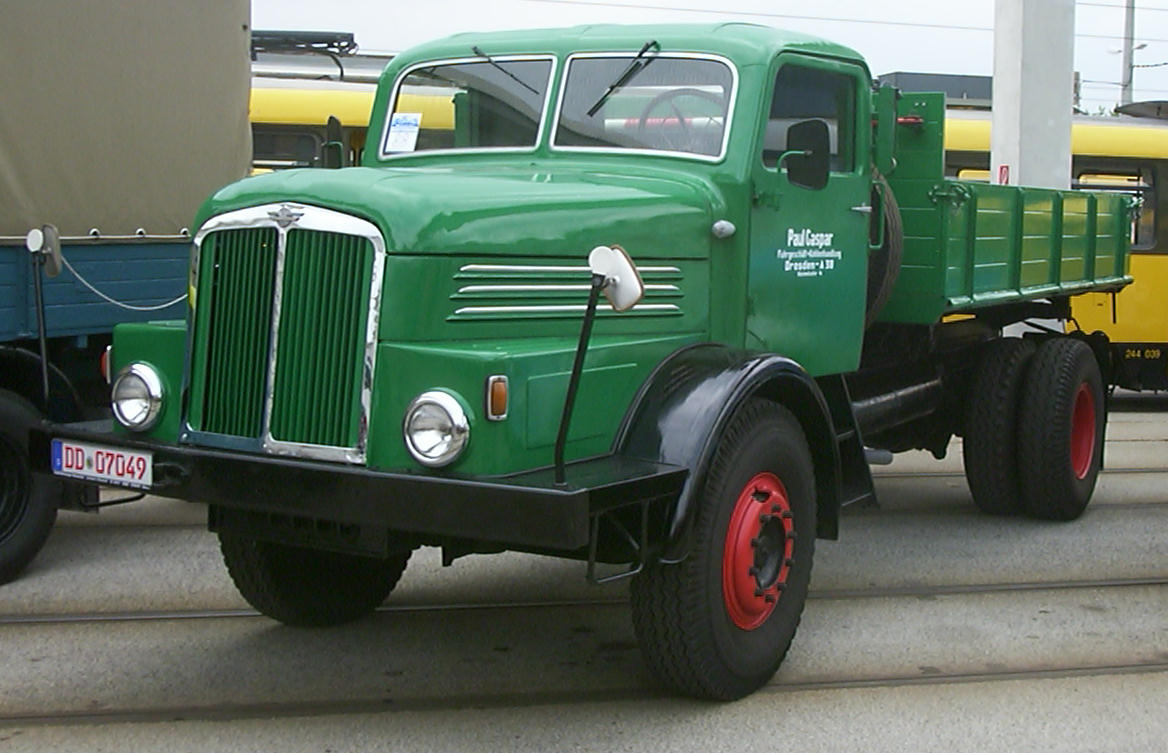
IFA H6
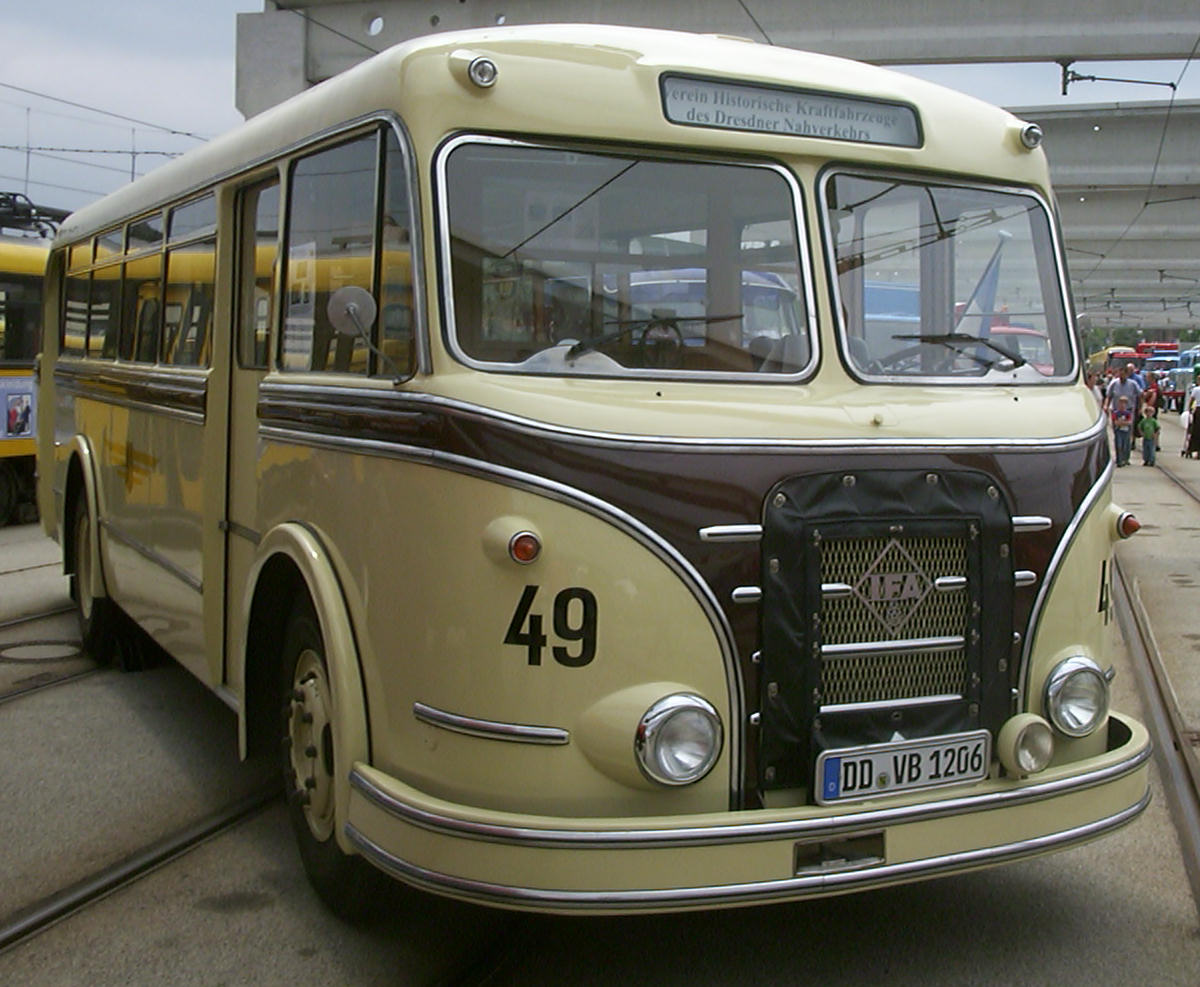
Auf dem H6 basierender H6-Bus
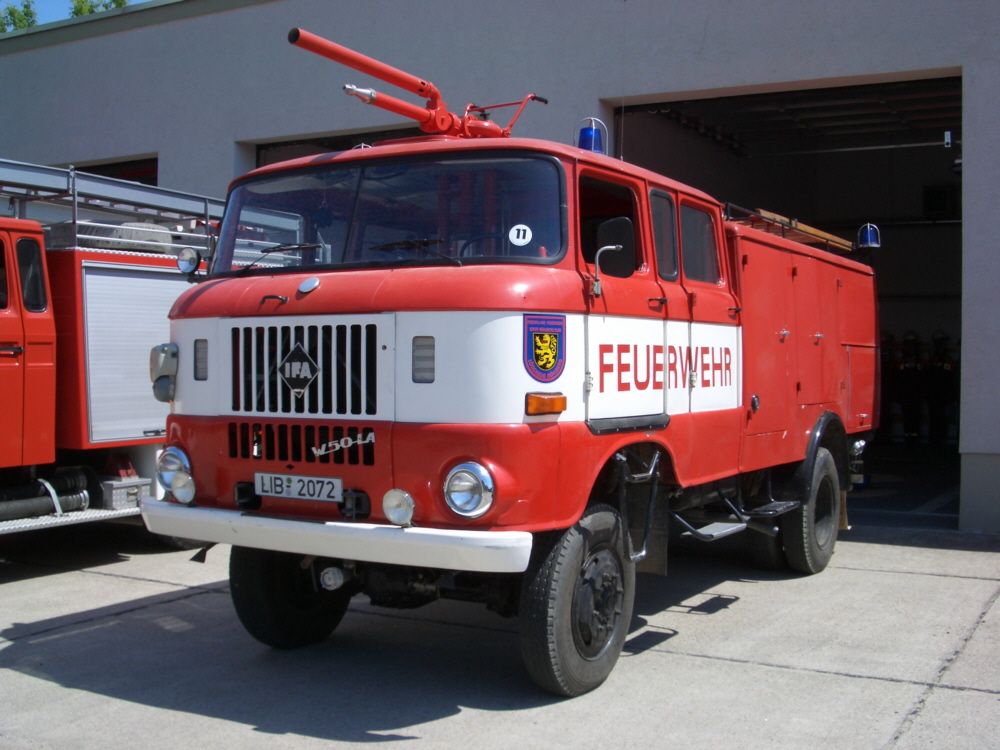
IFA W50 als Tanklöschfahrzeug
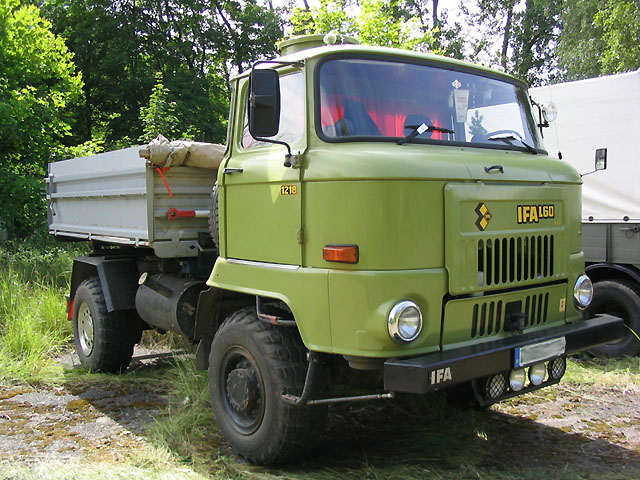
IFA L60

Sonstige Fahrzeuge
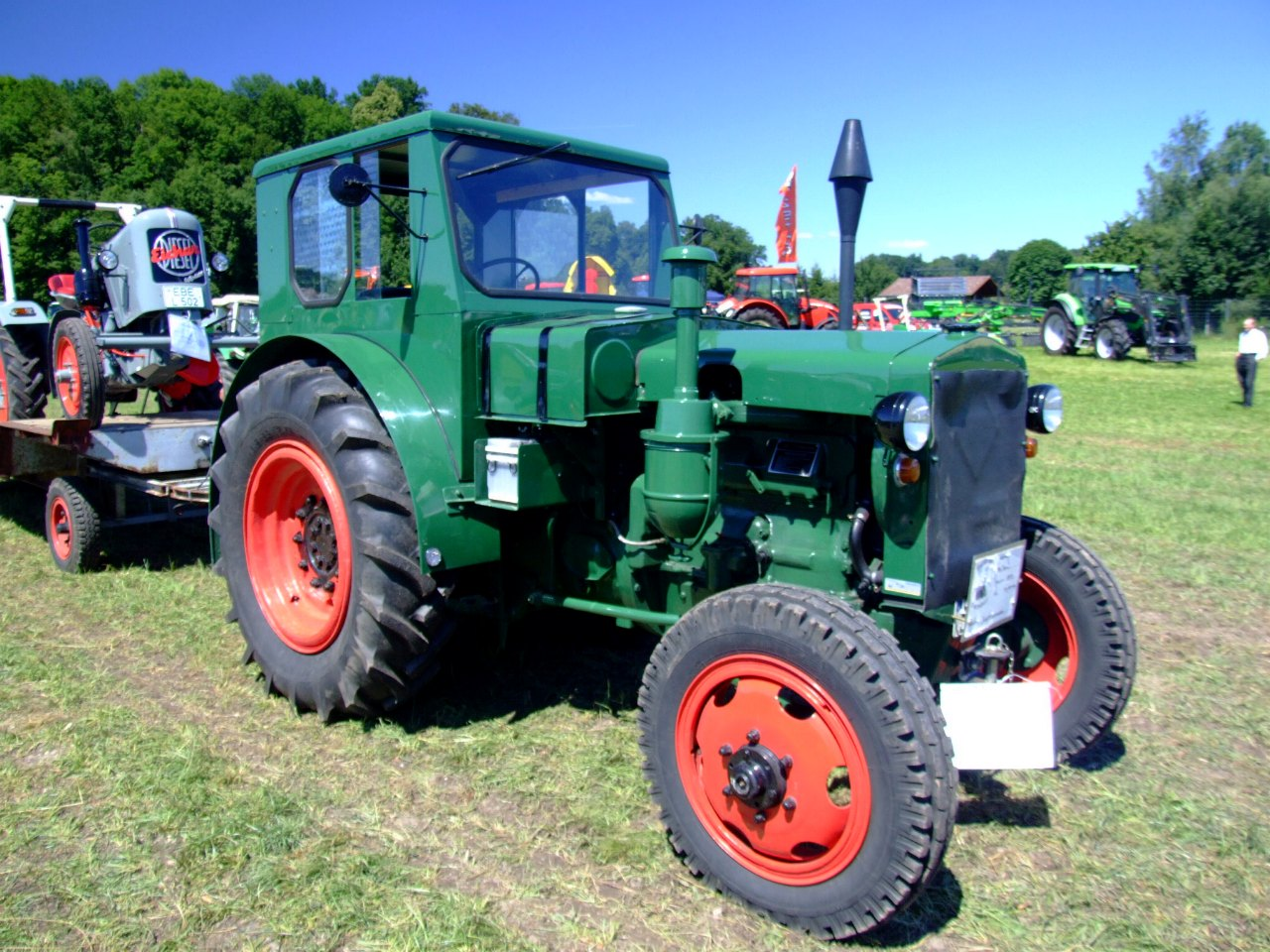
Traktor RS01 „Pionier“

## Trivia
Die IFA diente dem schwedischen Musikprojekt IFA Wartburg als Namensinspiration.